# Прапор Дубровицького району
Пра́пор Дубро́вицького райо́ну був затверджений 26 березня 2010 року №482. 
Автори символіки — Терлецький Ю.П., Гречило А.Б.

## Опис прапора
Прапор району — прямокутне полотнище розділене на чотири частини: біля древка вертикально на срібному (білому) фоні зображено український орнамент, горизонтально ідуть три рівновеликі смуги: синя, зелена, жовта.